# Mando de Personal del Ejército de Tierra

Escudo del Mando de Personal del Ejército de Tierra.

El Mando de Personal del Ejército de Tierra (MAPER) es el órgano del Apoyo a la Fuerza responsable en el ámbito del Ejército de Tierra español de la dirección, gestión, administración y supervisión en materia de gestión y asistencia al personal y asistencia sanitaria. Asesora al  Jefe del Estado Mayor del Ejército de Tierra en estas materias.
El MAPER depende funcionalmente de la Dirección General de Personal y de la Dirección General de Reclutamiento y Enseñanza Militar, bajo la coordinación de la Subsecretaría de Defensa (DGAM).

Este organismo se articula en una Jefatura y tres direcciones:
- Dirección de  Personal (DIPER).
- Dirección de Apoyo al Personal (DIAPER).
- Dirección de Sanidad (DISAN).

Junto a estos órganos también dependen del Mando de Personal el Patronato de Huérfanos del Ejército de Tierra, la Junta Permanente de Evaluación y el Consejo Asesor de Personal del Ejército de Tierra.